# I Can Only Imagine (David-Guetta-Lied)
I Can Only Imagine ist ein Lied des französischen DJs David Guetta in Zusammenarbeit mit Chris Brown und Lil Wayne aus dem Jahr 2011. Erstmals aufgeführt wurde das Lied bei den Grammy Awards 2012. Am 10. April 2012 erschien es erstmals als Single.
Eigentlich sollte Crank It Up mit dem US-amerikanischen Sänger und Rapper Akon die letzte Single aus Guettas Album Nothing but the Beat werden, doch nach einer von Guetta aufgestellten Wahl wurde dann I Can Only Imagine die letzte Single.

## Musikvideo
Bevor das offizielle Musikvideo veröffentlicht wurde, erschien vorher ein sogenanntes Lyric-Video. Das richtige Musikvideo wurde dann am 2. Juli 2012 erstmals der Öffentlichkeit zugänglich gemacht. Es beginnt mit Guetta, wie er einen futuristisch gestalteten Raum betritt. Einige Sekunden tritt auch Brown ins Bild und beginnt zu tanzen und zu singen. Sobald der Refrain startet, befindet er sich in einem Raum ohne Schwerkraft. Nach diesem erscheint auch Lil Wayne vor einigen Skateboardern. Die Szenen finden alle in diesem Raum statt. Im weiteren Verlauf des Clips kommen auch noch einige Tänzer hinzu. Das Video wurde von Colin Tilley gedreht.

## Kritiken
Der Song bekam verschiedene Kritik. Lewis Corner von Digital Spy meint, dass I Can Only Imagine zwar alle Erkennungsmerkmale eines Hits von David Guetta enthielte – perfekt für einen Mainstream-Radiosender oder eine Clubnacht in Ibiza geeignet. Wenn man es allerdings mit anderen Liedern Guettas wie Titanium vergleichen würde, könne der Song bei weitem nicht mithalten. Er vergab .
Scott Shetler von Pop Crush gab dem Song eine tendenziell negative Bewertung mit  ab. Dem Lied fehle es an der Energie, die die anderen Hits Guettas hätten. Daneben würden die Lyrics nicht zur Atmosphäre passen. Auch gab er zu bedenken, dass I Can Only Imagine eher Liebe als Lust behandeln hätte sollen.

## Kommerzieller Erfolg

### Chartplatzierungen
I Can Only Imagine platzierte sich in diversen Charts. Der Song Platz 32 in Deutschland, Platz 17 in Österreich und Platz 47 in Australien. In Belgien (Flandern) belegte er Nummer 7 und stieg in Belgien (Wallonien) sogar bis an die Chartspitze. Platz 35 erreichte er in Kanada, Rang 40 in Frankreich, Platz zwei in Ungarn und den 18. Platz in Irland. In den Niederlanden konnte er Platz 98 belegen, in Neuseeland Nummer 28 und Platz vier in Polen. In Rumänien wurde ihm Rang 46 verbucht. Zudem stieg er bis auf Platz 15 in der Schweiz, Platz 18 in Großbritannien und Platz 44 in den Vereinigten Staaten.
In Deutschland war der Song neun Wochen in den Charts zu finden, in Österreich acht und in der Schweiz vier. Im Vereinigten Königreich blieb er sieben, in den Vereinigten Staaten acht und in Frankreich zehn Wochen in den Charts.
| ChartsChartplatzierungen       | Höchstplatzierung | Wochen |
| ------------------------------ | ----------------- | ------ |
| Deutschland (GfK)              | 32 (9 Wo.)        | 9      |
| Frankreich (SNEP)              | 40 (23 Wo.)       | 23     |
| Österreich (Ö3)                | 17 (8 Wo.)        | 8      |
| Schweiz (IFPI)                 | 15 (4 Wo.)        | 4      |
| Vereinigte Staaten (Billboard) | 44 (14 Wo.)       | 14     |
| Vereinigtes Königreich (OCC)   | 18 (8 Wo.)        | 8      |

| ChartsJahrescharts (2012) | Platzierung |
| ------------------------- | ----------- |
| Frankreich (SNEP)         | 165         |

### Auszeichnungen für Musikverkäufe
| Land/Region       | Auszeichnungen für Musikverkäufe (Land/Region, Auszeichnung, Verkäufe) | Verkäufe |
| ----------------- | ---------------------------------------------------------------------- | -------- |
| Australien (ARIA) | Gold                                                                   | 35.000   |
| Insgesamt         | 1× Gold ·                                                              | 35.000   |

Hauptartikel: David Guetta/Auszeichnungen für Musikverkäufe